# Bouilly (Marne)
Pour les articles homonymes, voir Bouilly.
Bouilly est une commune française, située dans le département de la Marne en région Grand Est.

## Géographie

### Localisation
Bouilly se trouve au nord-ouest du département de la Marne, en région Grand Est. Elle appartient à la région agricole du Tardenois.
La commune s'étend sur une superficie de 564 hectares, au nord-ouest de la Montagne de Reims et de son parc naturel régional. Sur son territoire, l'altitude varie de 130 à 239 mètres.
Par la route, Bouilly se situe à 55 km de Châlons-en-Champagne, préfecture du département, à 14 km de Reims, sous-préfecture, et à 23 km de Fismes, bureau centralisateur du canton de Fismes-Montagne de Reims dont dépend Bouilly depuis 2015. La commune fait en outre partie du bassin de vie de Reims.
Bouilly est limitrophe de 7 communes :
| Saint-Euphraise-et-Clairizet | Pargny-lès-Reims | Jouy-lès-Reims |
| Bligny                       | Bouilly          | Ville-Dommange |
| Chaumuzy                     |                  | Courmas        |

### Hydrographie

#### Réseau hydrographique
La commune est dans la région hydrographique « la Seine du confluent de l'Oise (inclus) à l'embouchure » au sein du bassin Seine-Normandie. Elle est drainée par le Noron, le cours d'eau 01 de la Planchette, le ruisseau de la Froide Fontaine et divers bras du Noron,.

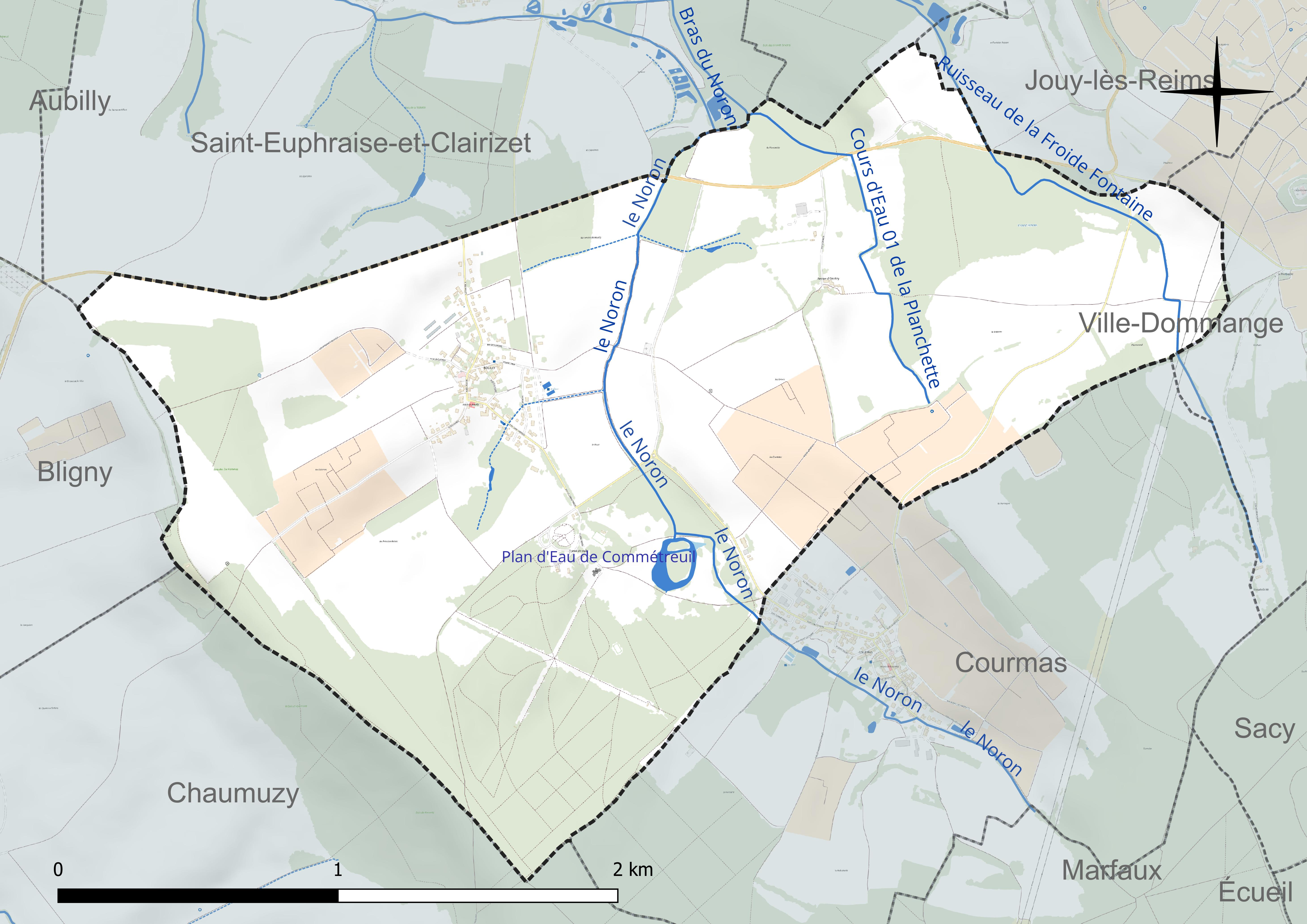
Réseau hydrographique de Bouilly.

Un plan d'eau complète le réseau hydrographique : le plan d'eau de Commétreuil (1,4 ha),.

#### Gestion et qualité des eaux
Le territoire communal est couvert par le schéma d'aménagement et de gestion des eaux (SAGE) « Aisne Vesle Suippe ». Ce document de planification, dont le territoire s’étend sur 3 096 km2 répartis sur trois départements (Aisne, Marne et Ardennes) et deux régions (Champagne-Ardenne et Picardie), a été approuvé le 16 décembre 2013. La structure porteuse de l'élaboration et de la mise en œuvre est le Syndicat d’aménagement des bassins Aisne Vesle Suippe (SIABAVES). 
La qualité des cours d’eau peut être consultée sur un site dédié géré par les agences de l’eau et l’Agence française pour la biodiversité. 

### Climat
Pour des articles plus généraux, voir Climat du Grand Est et Climat de la Marne.
En 2010, le climat de la commune est de type climat océanique dégradé des plaines du Centre et du Nord, selon une étude du Centre national de la recherche scientifique s'appuyant sur une série de données couvrant la période 1971-2000. En 2020, Météo-France publie une typologie des climats de la France métropolitaine dans laquelle la commune est exposée à un climat océanique altéré et est dans la région climatique  Nord-est du bassin Parisien, caractérisée par un ensoleillement médiocre, une pluviométrie moyenne régulièrement répartie au cours de l’année et un hiver froid (3 °C). 
Pour la période 1971-2000, la température annuelle moyenne est de 10,2 °C, avec une amplitude thermique annuelle de 15,6 °C. Le cumul annuel moyen de précipitations est de 741 mm, avec 12,1 jours de précipitations en janvier et 8 jours en juillet. Pour la période 1991-2020, la température moyenne annuelle observée sur la station météorologique de Météo-France la plus proche, « Chambrecy-Civc », sur la commune de Chambrecy à 5 km à vol d'oiseau, est de 10,7 °C et le cumul annuel moyen de précipitations est de 734,0 mm. 
La température maximale relevée sur cette station est de 40,3 °C, atteinte le 25 juillet 2019 ; la température minimale est de −22,1 °C, atteinte le 17 janvier 1985,,. 
Les paramètres climatiques de la commune ont été estimés pour le milieu du siècle (2041-2070) selon différents scénarios d'émission de gaz à effet de serre à partir des nouvelles projections climatiques de référence DRIAS-2020. Ils sont consultables sur un site dédié publié par Météo-France en novembre 2022.

## Urbanisme

### Typologie
Au 1er janvier 2024, Bouilly est catégorisée commune rurale à habitat dispersé, selon la nouvelle grille communale de densité à sept niveaux définie par l'Insee en 2022.
Elle est située hors unité urbaine. Par ailleurs la commune fait partie de l'aire d'attraction de Reims, dont elle est une commune de la couronne,. Cette aire, qui regroupe 294 communes, est catégorisée dans les aires de 200 000 à moins de 700 000 habitants,.

### Occupation des sols
L'occupation des sols de la commune, telle qu'elle ressort de la base de données européenne d’occupation biophysique des sols Corine Land Cover (CLC), est marquée par l'importance des territoires agricoles (60,4 % en 2018), une proportion identique à celle de 1990 (60,4 %). La répartition détaillée en 2018 est la suivante : 
terres arables (44,7 %), forêts (35 %), zones agricoles hétérogènes (9,4 %), cultures permanentes (6,3 %), zones urbanisées (4,6 %), prairies (0,1 %). L'évolution de l’occupation des sols de la commune et de ses infrastructures peut être observée sur les différentes représentations cartographiques du territoire : la carte de Cassini (XVIIIe siècle), la carte d'état-major (1820-1866) et les cartes ou photos aériennes de l'IGN pour la période actuelle (1950 à aujourd'hui).

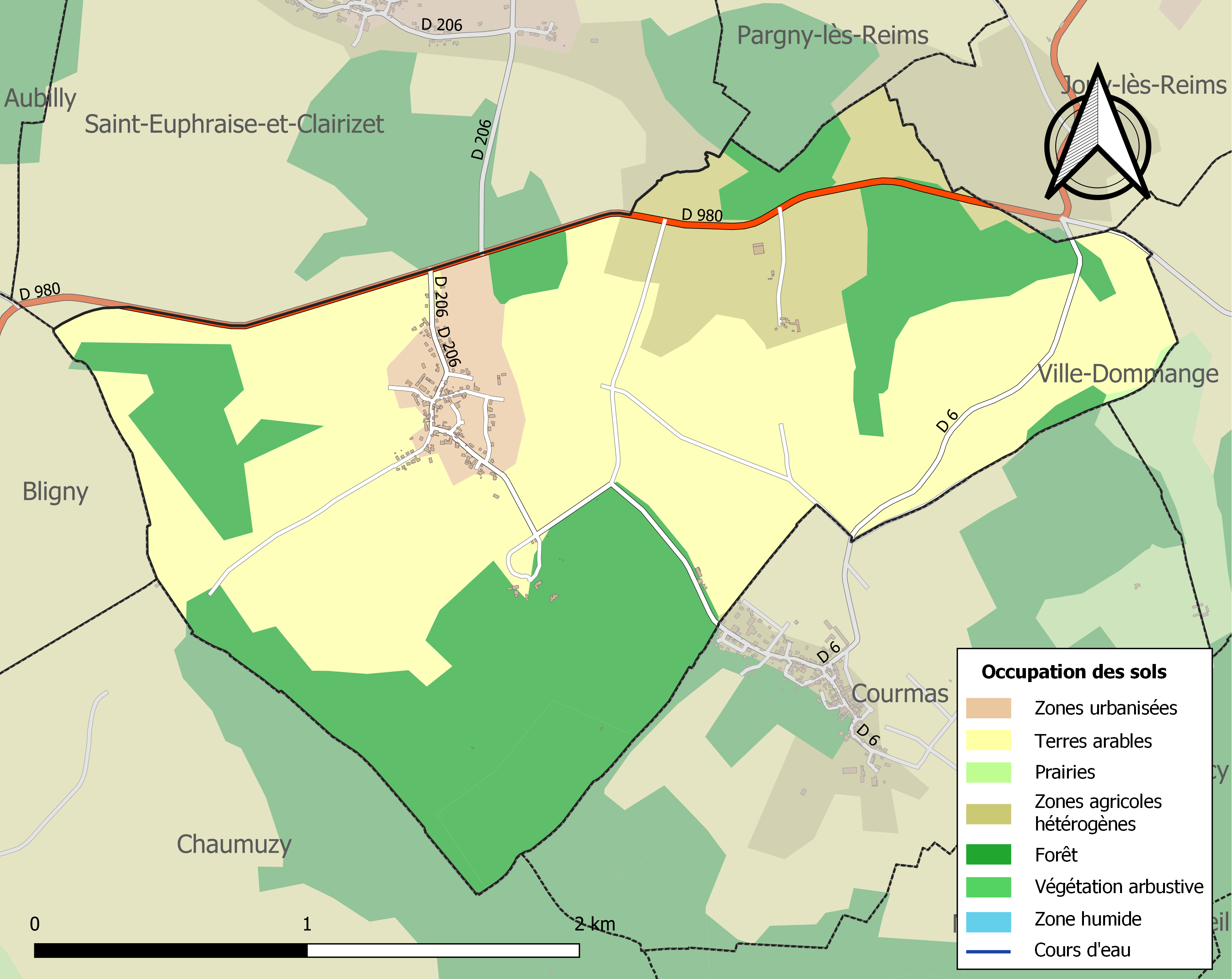
Carte des infrastructures et de l'occupation des sols de la commune en 2018 (CLC).

## Toponymie
Le nom de la localité est attesté sous les formes Beulli (1191) ; Bouilleyum (1211) ; Boulleium (1255) ; Builleium (vers 1260) ; Boulleyum (1273) ; Boilli (vers 1274) ; Bouilli (1280) ; Boulli (commencement du XIVe siècle) ; Builli (1346) ; Bouilly en la Montagne de Reims (1403) ; Boully (1496).

## Politique et administration
| Période                                  | Période                      | Identité            | Étiquette | Qualité    |
| ---------------------------------------- | ---------------------------- | ------------------- | --------- | ---------- |
| 1876                                     |                              | Ricard              |           |            |
| 18 ans                                   | vers 1906                    | Demoulin            |           |            |
| Les données manquantes sont à compléter. |                              |                     |           |            |
| ~1970                                    | 2001                         | Christian Huille    |           |            |
| mars 2001                                | 2014                         | M. Claude Mauprivez |           | enseignant |
| mars 2014                                | En cours (au 4 juillet 2014) | Christian Huille    |           |            |

## Démographie
L'évolution du nombre d'habitants est connue à travers les recensements de la population effectués dans la commune depuis 1793. Pour les communes de moins de 10 000 habitants, une enquête de recensement portant sur toute la population est réalisée tous les cinq ans, les populations de référence des années intermédiaires étant quant à elles estimées par interpolation ou extrapolation. Pour la commune, le premier recensement exhaustif entrant dans le cadre du nouveau dispositif a été réalisé en 2008.

En 2022, la commune comptait 229 habitants, en évolution de +17,44 % par rapport à 2016 (Marne : −1,19 %, France hors Mayotte : +2,11 %).
| 1793 | 1800 | 1806 | 1821 | 1831 | 1836 | 1841 | 1846 | 1851 |
| ---- | ---- | ---- | ---- | ---- | ---- | ---- | ---- | ---- |
| 310  | 156  | 158  | 122  | 120  | 133  | 140  | 161  | 154  |

| 1856 | 1861 | 1866 | 1872 | 1876 | 1881 | 1886 | 1891 | 1896 |
| ---- | ---- | ---- | ---- | ---- | ---- | ---- | ---- | ---- |
| 152  | 150  | 122  | 124  | 139  | 114  | 113  | 109  | 97   |

| 1901 | 1906 | 1911 | 1921 | 1926 | 1931 | 1936 | 1946 | 1954 |
| ---- | ---- | ---- | ---- | ---- | ---- | ---- | ---- | ---- |
| 104  | 128  | 103  | 133  | 98   | 97   | 87   | 81   | 87   |

| 1962 | 1968 | 1975 | 1982 | 1990 | 1999 | 2006 | 2008 | 2013 |
| ---- | ---- | ---- | ---- | ---- | ---- | ---- | ---- | ---- |
| 78   | 80   | 128  | 158  | 166  | 152  | 161  | 164  | 182  |

| 2018 | 2022 | - | - | - | - | - | - | - |
| ---- | ---- | - | - | - | - | - | - | - |
| 210  | 229  | - | - | - | - | - | - | - |

## Culture locale et patrimoine

### Lieux et monuments
- L'église Saint-Remi avec sa chapelle caveau, une statue de la Vierge du XIVe siècle, une de saint Nicolas du XVIIe siècle, des fonts baptismaux du XVIe siècle[32]. Les vitraux des bas-côtés ont été remplacés par des verrières qui sont l’œuvre du Verrier Jacques Simon.
- Bouilly Crossroads Military Cemetery, cimetière de la Commonwealth War Graves Commission.
- Le domaine de Commetreuil : La première famille connue comme propriétaire du Domaine a pour nom Lespagnol au XVIIe siècle[33].
- Calvaire de Commetreuil.

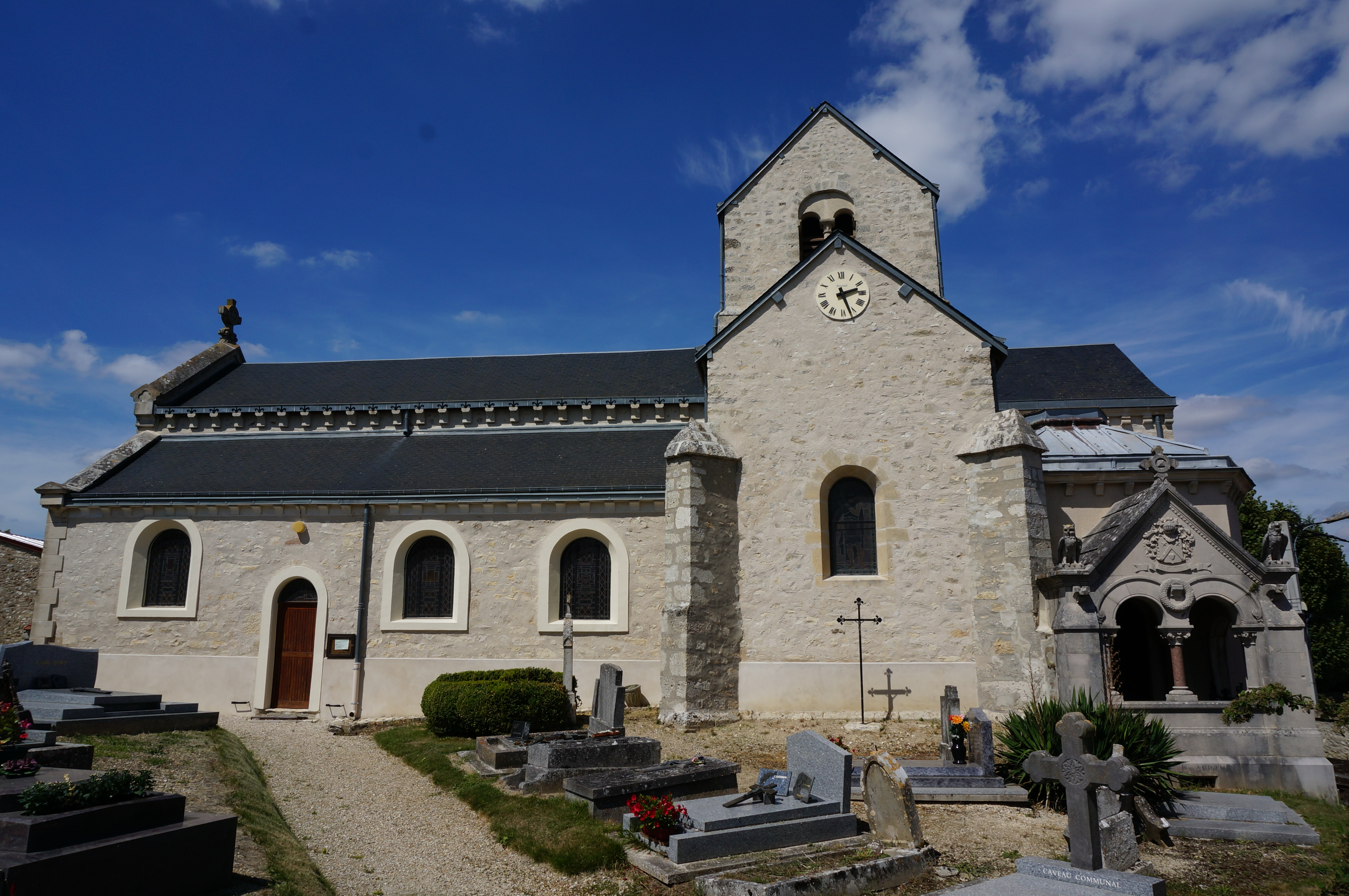
L'église.
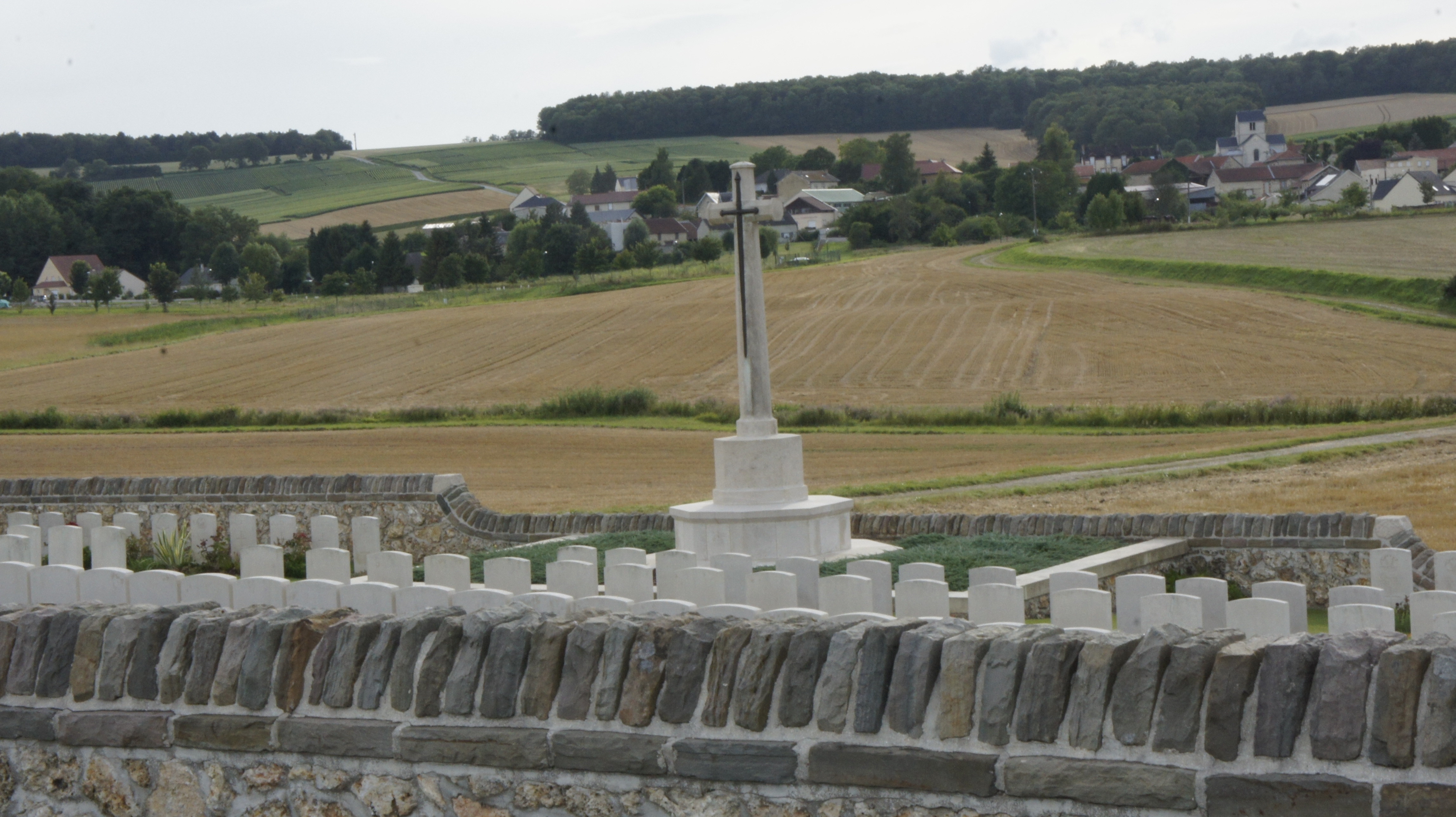
Bouilly Crossroads Military Cemetery.
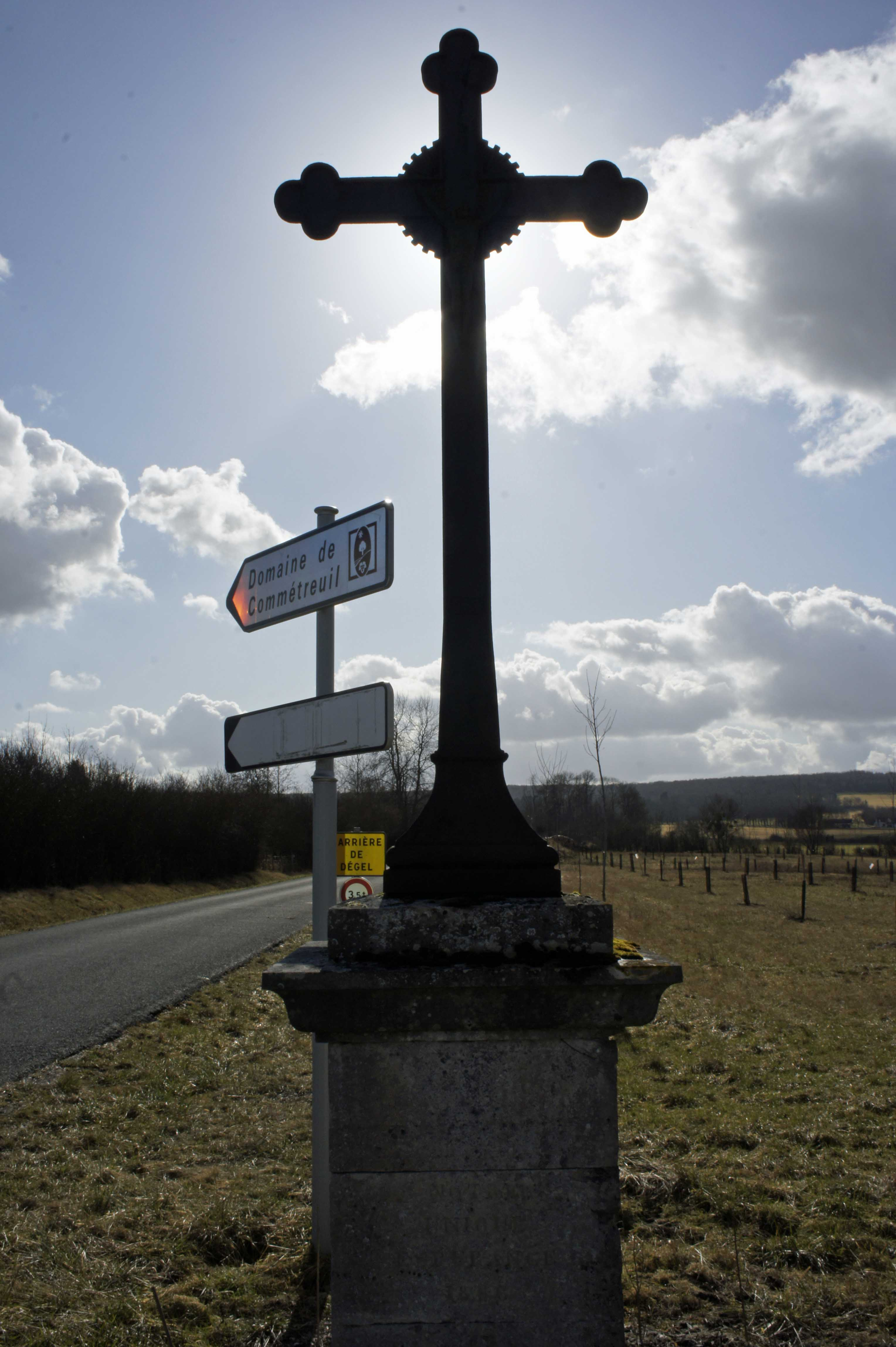
Calvaire.
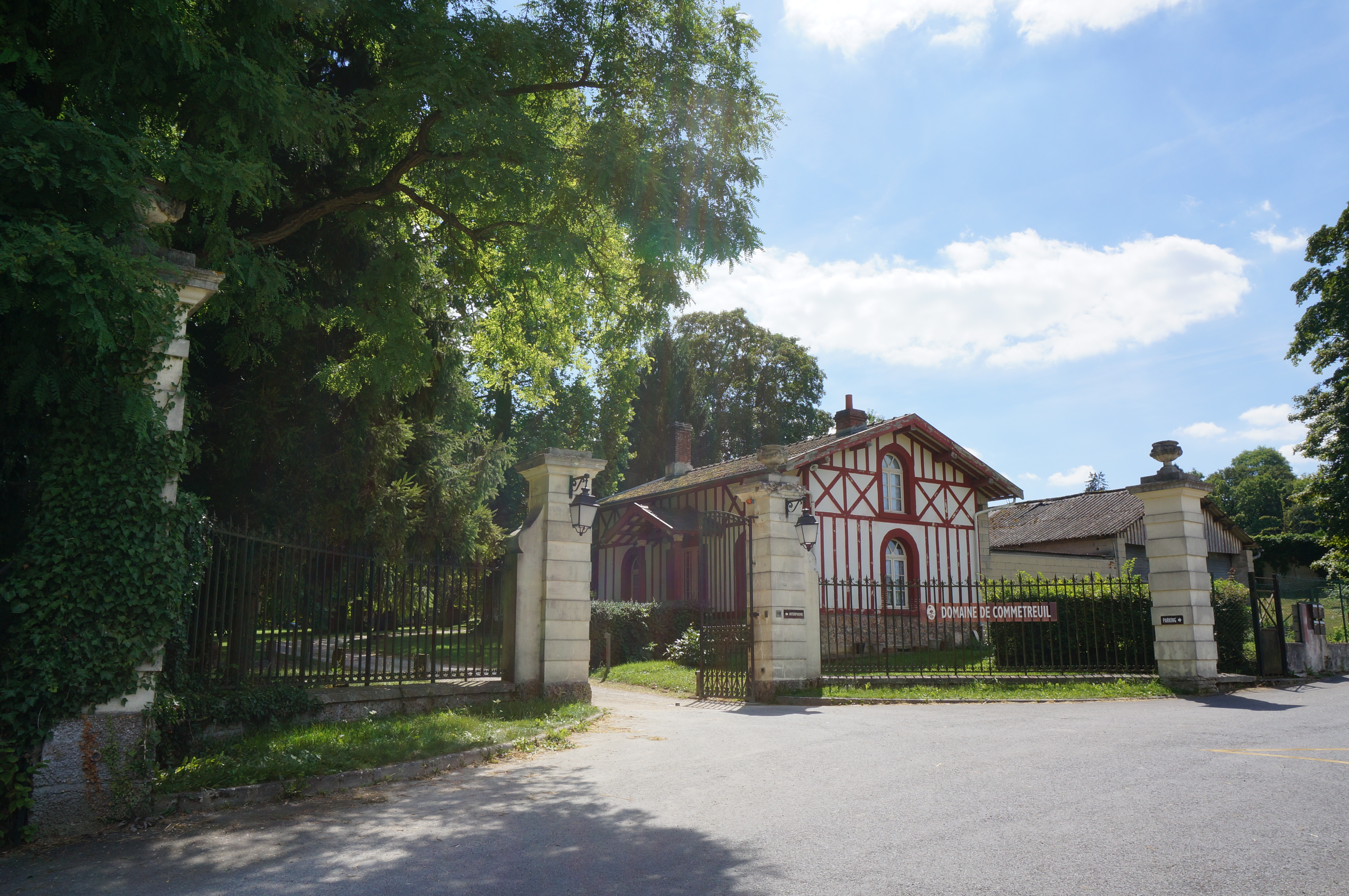
Domaine de Commetreuil.

### Héraldique
| Blason de Bouilly | Blason  | D'azur au chevron accompagné, en chef, de deux étoiles et, en pointe, d'un cœur, le tout d'or. Ornements extérieursCroix de guerre 1914-1918 DeviseCor in armis |
| Blason de Bouilly | Détails | Armes de la famille Levesque de Champeaux-Verneuil. Le statut officiel du blason reste à déterminer.                                                            |

## Sources